# 羅便臣道80號

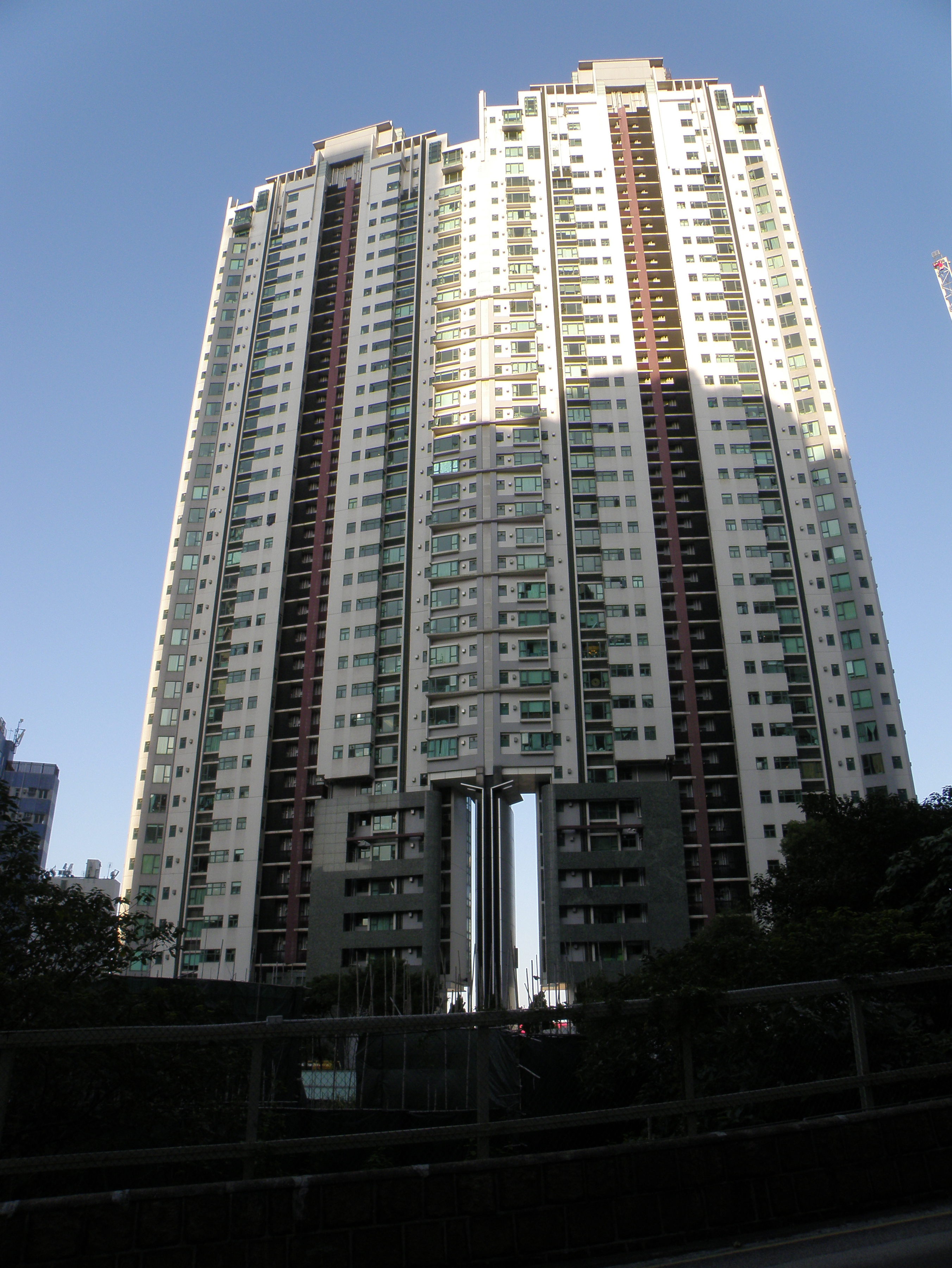
羅便臣道80號

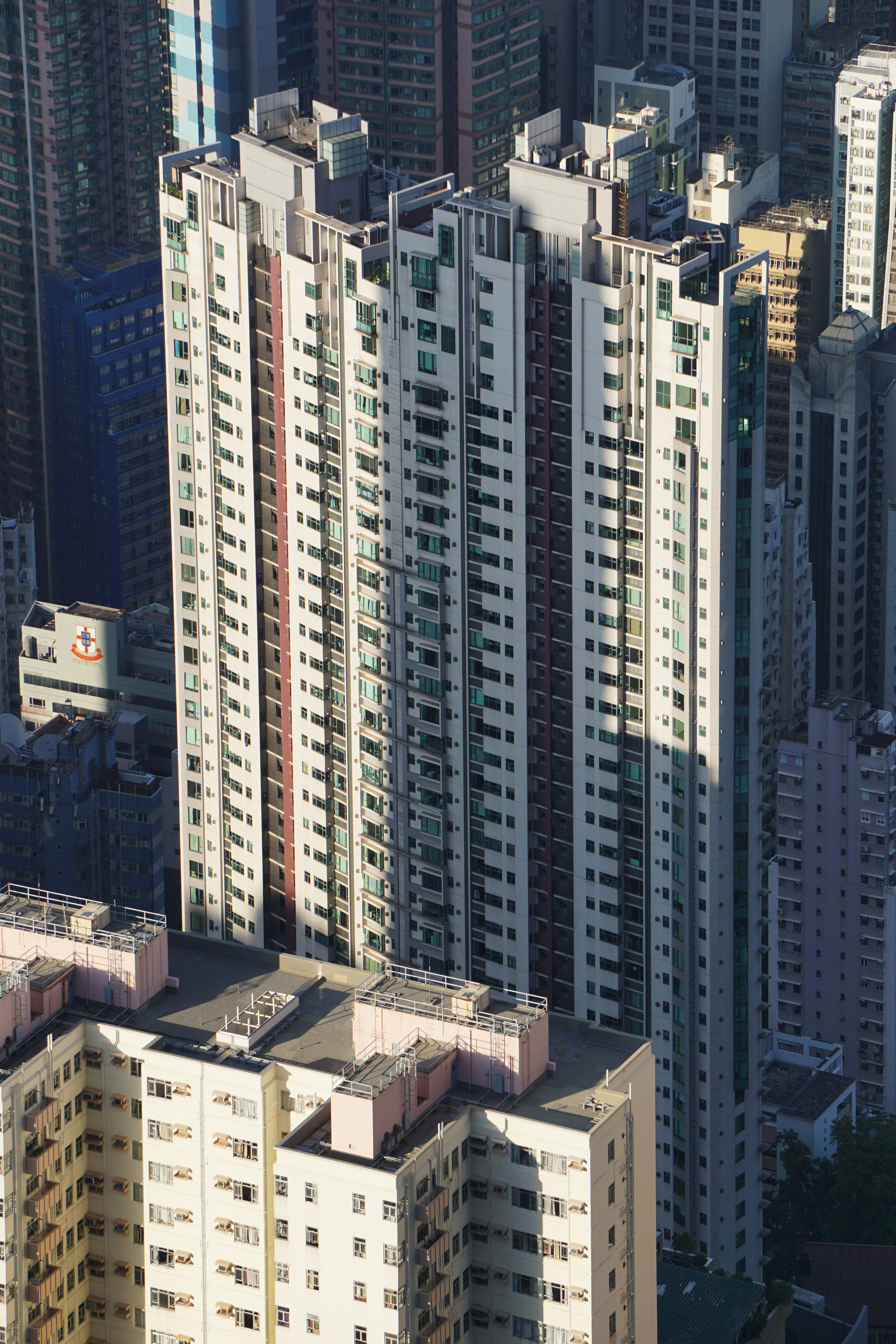
俯瞰羅便臣道80號

羅便臣道80號（英語：80 Robinson Road）為一個豪宅樓盤香港摩天大廈，位於香港島西半山區羅便臣道八十號。即是英華女學校西鄰，又鄰近合一堂香港區教堂，及柏道二號。羅便臣道80號前身是那打素醫院（部分地盤），原址為6層高建築物，后來南豐向院方購入地皮發展，分為兩座，樓高分別爲49及51層，減去14、24、44等樓層，每座每層4伙，共有264個住宅，建成面積由1100至1400平方呎不等的物業單位，其中三成單位自2001年出售，而其餘單位亦於2015年尾起再次發售。項目自設住客會所、室內恆溫泳池、多層停車場等。另外，頂層是複式住宅，各單位面積約2190至3000平方呎。

## 景觀

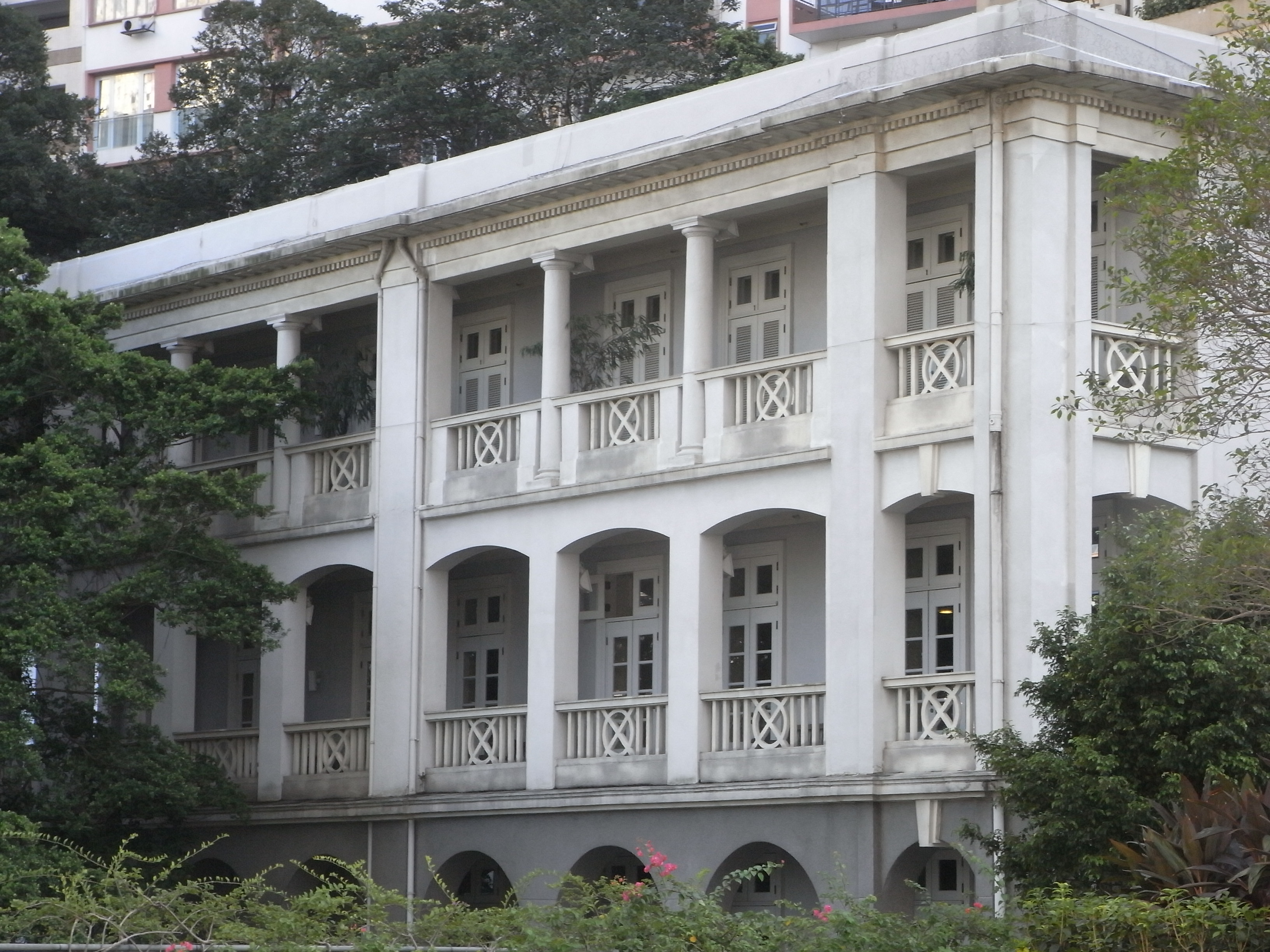
80號至現在仍然保留一座古建築，名為「倫敦會樓」。現時該舊屋拓作住客會所之圖書館
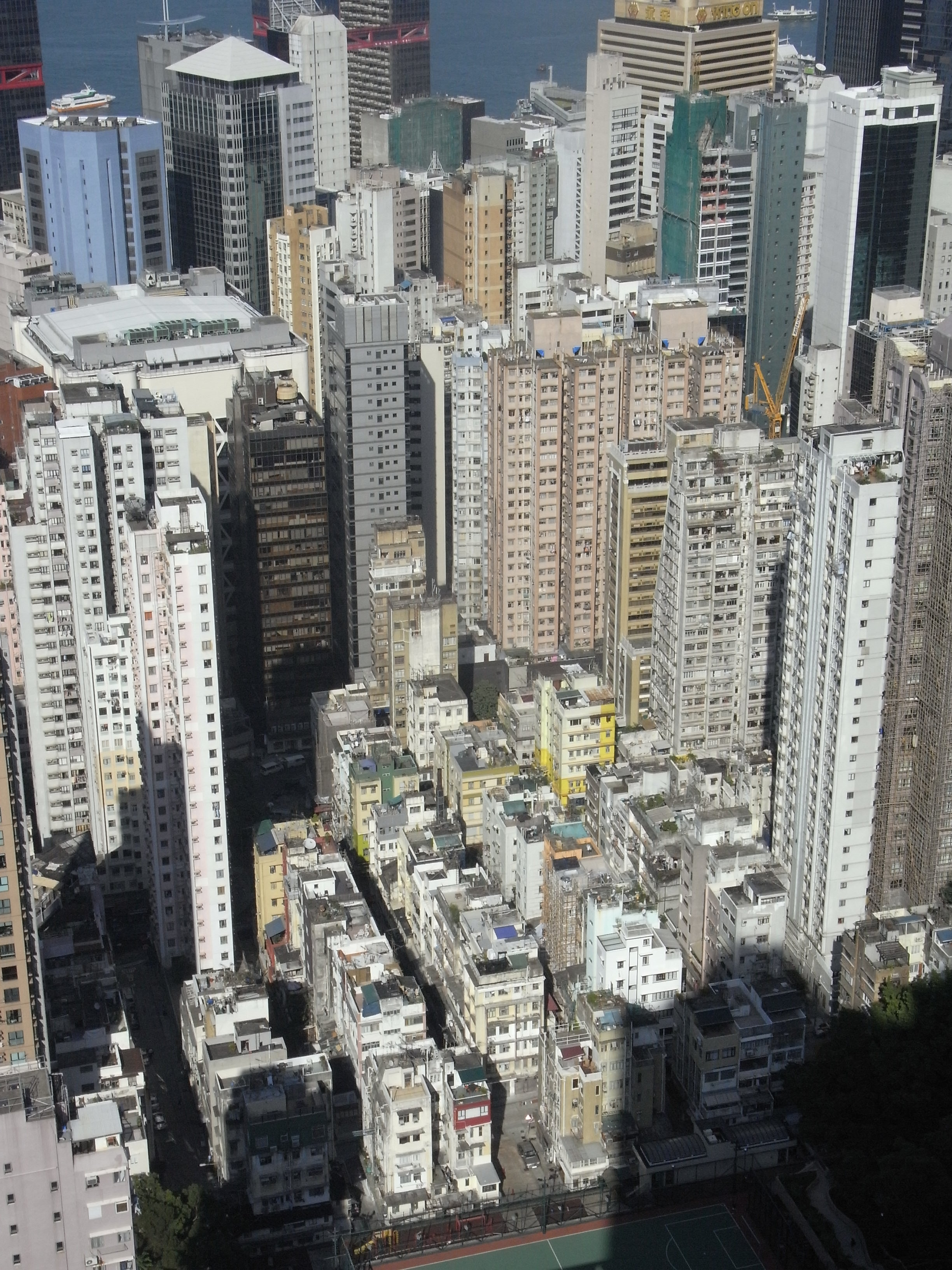
由高層住宅主人房鳥瞰的上環